# 任格雷
加里·罗恩斯利（英語：Gary D. Rawnsley），中文名为任格雷，英国公共外交学者、传播学学者。 现任林肯大学社会与政治科学学院院长。曾任宁波诺丁汉大学人文与社会科学学院院长。他的研究聚焦于国际关系学和国际传播学的交叉领域， 在“软实力”、公共外交、文化外交、政治宣传、国际广播、媒体与民主、以及政治电影等议题上有着大量研究成果和出版物。

## 人物履历
在英国利兹大学获国际关系和国际传播博士学位后，任格雷在英国诺丁汉大学政治系执教了12年。在2005年，他来到了新成立的宁波诺丁汉大学任首任人文社科学院院长兼国际事务与国际关系学系主任，参与创建了宁波诺丁汉大学亚太研究所。2007年，返回利兹大学任教。
2013年，以公共外交学教授身份加入英国威尔士亚伯大学国际政治系，兼助理副校长和全球传播研究中心(Global Communications Research Center) 主任，教授“亚洲传播和政治”、“战争和冲突新闻”等课程。此外，他也作为亚伯大学的国际战略总监，多次出差重返中国。
任格雷曾在亚洲多地和澳大利亚担任访问学者。
他是《国际传播》与《台湾研究国际期刊》等期刊的书评编辑，也是《媒体与传播》《媒体与信息战争》《亚洲传播》等期刊的指导委员会委员，还是Routledge Curzon系列出版物 《亚洲媒体、文化、和社会变革》的编委会成员。

## 参与活动
2016年，任格雷在台湾的大学和智库的多场演讲中，呼吁新上台的蔡英文政府加强公共外交释放台湾软实力，从而在外交危机中赢得更多国际空间与支持。还主张恢复2012年被裁撤的行政院新闻局。
2018年，任格雷邀请中華民國駐英代表林永樂到亚伯大学合辦「公共外交暨台灣參與世界衛生大會之國際宣傳」(Public Diplomacy and Taiwan’s Campaign to Join the WHA)研討會。

## 学术著作

### 专著书籍
- Political Communication and Democracy

- Taiwan's Informal Diplomacy and Propoganda （中文版《推銷台灣》，蔡明燁 譯，揚智）

- Radio Diplomacy and Propaganda: The BBC and VOA in International Politics, 1956–64

### 合著书籍
- Rawnsley, G. D., & Rawnsley, M. Y. T. (2018). Critical Security, democratisation and television in Taiwan. Taylor & Francis.
- (中文版《危機與安全：安全批判、民主化與台灣電視》，蔡明燁 譯，幼獅文化)

- Routledge Handbook of Chinese Media
- Chitty, N., Ji, L., Rawnsley, G. D., & Hayden, C. (2016). The Routledge Handbook of Soft Power.

- Global Chinese Cinema: The Culture and Politics of 'Hero'
- Rawnsley, G. D., Ma, Y., & Pothong, K. (2021). Research Handbook on Political Propaganda. Edward Elgar Publishing Ltd.

## 个人生活
任格雷的妻子是蔡明燁(Ming-yeh Tsai Rawnsley)，歐洲台灣研究學會秘書長。
- 本文全部或部分内容来自美国联邦政府所属的美国之音网站。根据版权条款（英文）和有关美国政府作品版权的相关法律，其官方发布的内容属于公有领域。